# Bilasse
Bilasse est un ancien village du Sénégal situé en Basse-Casamance. Il faisait partie de la communauté rurale de Boutoupa-Camaracounda, dans l'arrondissement de Niaguis, le département de Ziguinchor et la région de Ziguinchor. Il est aujourd'hui abandonné.